# Gran Premio di superbike di Portimão 2008
Il Gran Premio di Superbike di Portimão 2008 è stata la quattordicesima e ultima prova del campionato mondiale Superbike 2008, è stato disputato il 2 novembre sull'Autódromo Internacional do Algarve e in gara 1 ha visto la vittoria di Troy Bayliss davanti a Carlos Checa e Troy Corser, lo stesso pilota si è ripetuto anche in gara 2, davanti a Michel Fabrizio e Leon Haslam.
La vittoria nella gara valevole per il campionato mondiale Supersport 2008 è stata ottenuta da Kenan Sofuoğlu.
Per il circuito portoghese, la cui costruzione era appena stata terminata, si è trattato dell'inaugurazione ufficiale in una gara internazionale; la gara stessa fu peraltro ininfluente sotto il punto di vista della classifica generale per quanto concerne i titoli iridati piloti già stati assegnati in anticipo a due piloti australiani, rispettivamente Troy Bayliss per la Superbike e Andrew Pitt per la Supersport.
Nella Superstock 1000 FIM Cup invece, il successo è stato ottenuto da Brendan Roberts che, grazie a questa vittoria nell'ultima gara stagionale vince il titolo piloti, conteso fino all'ultimo tra primi quattro in classifica. Con questo successo Ducati ottiene il secondo titolo consecutivo dopo quello ottenuto la stagione precedente con Niccolò Canepa.

## Risultati

### Gara 1

#### Arrivati al traguardo[5]
| Pos. | Nº  | Pilota             | Squadra                        | Motocicletta        | Giri | Tempo     | Griglia | Punti |
| ---- | --- | ------------------ | ------------------------------ | ------------------- | ---- | --------- | ------- | ----- |
| 1º   | 21  | Troy Bayliss       | Ducati Xerox                   | Ducati 1098 F08     | 22   | 38:48.373 | 1º      | 25    |
| 2º   | 7   | Carlos Checa       | Hannspree Ten Kate Honda       | Honda CBR1000RR     | 22   | +0:02.207 | 11º     | 20    |
| 3º   | 11  | Troy Corser        | Yamaha Motor Italia WSB        | Yamaha YZF-R1       | 22   | +0:06.972 | 7º      | 16    |
| 4º   | 65  | Jonathan Rea       | Hannspree Ten Kate Honda       | Honda CBR1000RR     | 22   | +0:15.228 | 3º      | 13    |
| 5º   | 10  | Fonsi Nieto        | Suzuki Alstare                 | Suzuki GSX-R1000    | 22   | +0:16.126 | 16º     | 11    |
| 6º   | 36  | Gregorio Lavilla   | Ventaxia VK Honda              | Honda CBR1000RR     | 22   | +0:18.152 | 17º     | 10    |
| 7º   | 91  | Leon Haslam        | HM Plant Honda                 | Honda CBR1000RR     | 22   | +0:18.939 | 6º      | 9     |
| 8º   | 23  | Ryūichi Kiyonari   | Hannspree Ten Kate Honda       | Honda CBR1000RR     | 22   | +0:20.942 | 19º     | 8     |
| 9º   | 111 | Rubén Xaus         | Sterilgarda Go Eleven          | Ducati 1098 RS 08   | 22   | +0:32.018 | 8º      | 7     |
| 10º  | 55  | Régis Laconi       | Kawasaki PSG-1 Corse           | Kawasaki ZX-10R     | 22   | +0:32.871 | 9º      | 6     |
| 11º  | 86  | Ayrton Badovini    | Team Pedercini                 | Kawasaki ZX-10R     | 22   | +0:36.778 | 14º     | 5     |
| 12º  | 44  | Roberto Rolfo      | Hannspree Honda Althea         | Honda CBR1000RR     | 22   | +0:36.848 | 20º     | 4     |
| 13º  | 38  | Shin'ichi Nakatomi | YZF Yamaha                     | Yamaha YZF-R1       | 22   | +0:41.667 | 22º     | 3     |
| 14º  | 31  | Karl Muggeridge    | D.F. Racing                    | Honda CBR1000RR     | 22   | +0:41.806 | 21º     | 2     |
| 15º  | 34  | Yukio Kagayama     | Suzuki Alstare                 | Suzuki GSX-R1000    | 22   | +0:48.337 | 13º     | 1     |
| 16º  | 194 | Sébastien Gimbert  | Yamaha France Ipone GMT 94     | Yamaha YZF-R1       | 22   | +0:50.295 | 18º     |       |
| 17º  | 9   | Chris Walker       | Ventaxia VK Honda              | Honda CBR1000RR     | 22   | +0:50.840 | 28º     |       |
| 18º  | 88  | Shūhei Aoyama      | Alto Evolution Honda Superbike | Honda CBR1000RR     | 22   | +1:05.928 | 24º     |       |
| 19º  | 100 | Makoto Tamada      | Kawasaki PSG-1 Corse           | Kawasaki ZX-10R     | 22   | +1:06.813 | 26º     |       |
| 20º  | 94  | David Checa        | Yamaha France Ipone GMT 94     | Yamaha YZF-R1       | 22   | +1:07.007 | 23º     |       |
| 21º  | 14  | Luis Carreira      | Benimoto Suzuki Cetelem        | Suzuki GSX-R1000 K8 | 21   | +1 giro   | 29º     |       |

#### Ritirati
| Nº | Pilota            | Squadra                 | Motocicletta        | Giri | Griglia |
| -- | ----------------- | ----------------------- | ------------------- | ---- | ------- |
| 35 | Cal Crutchlow     | HM Plant Honda          | Honda CBR1000RR     | 18   | 2º      |
| 41 | Noriyuki Haga     | Yamaha Motor Italia WSB | Yamaha YZF-R1       | 17   | 10º     |
| 96 | Jakub Smrž        | Guandalini Racing       | Ducati 1098 RS 08   | 14   | 12º     |
| 18 | Tommy Bridewell   | Team NB                 | Suzuki GSX-R1000 K8 | 12   | 25º     |
| 99 | Luca Scassa       | D.F. Racing             | Honda CBR1000RR     | 10   | 30º     |
| 73 | Christian Zaiser  | Grillini PBR            | Yamaha YZF-R1       | 9    | 31º     |
| 13 | Vittorio Iannuzzo | Team Pedercini          | Kawasaki ZX-10R     | 7    | 27º     |
| 76 | Max Neukirchner   | Alstare Suzuki          | Suzuki GSX-R1000    | 5    | 15º     |
| 84 | Michel Fabrizio   | Ducati Xerox            | Ducati 1098 F08     | 0    | 5º      |
| 3  | Max Biaggi        | Sterilgarda Go Eleven   | Ducati 1098 RS 08   | 0    | 4º      |

### Gara 2

#### Arrivati al traguardo[6]
| Pos. | Nº  | Pilota             | Squadra                        | Motocicletta        | Giri | Tempo     | Griglia | Punti |
| ---- | --- | ------------------ | ------------------------------ | ------------------- | ---- | --------- | ------- | ----- |
| 1º   | 21  | Troy Bayliss       | Ducati Xerox                   | Ducati 1098 F08     | 22   | 38:26.125 | 1º      | 25    |
| 2º   | 84  | Michel Fabrizio    | Ducati Xerox                   | Ducati 1098 F08     | 22   | +0:03.638 | 5º      | 20    |
| 3º   | 91  | Leon Haslam        | HM Plant Honda                 | Honda CBR1000RR     | 22   | +0:04.356 | 6º      | 16    |
| 4º   | 76  | Max Neukirchner    | Alstare Suzuki                 | Suzuki GSX-R1000    | 22   | +0:04.983 | 15º     | 13    |
| 5º   | 10  | Fonsi Nieto        | Suzuki Alstare                 | Suzuki GSX-R1000    | 22   | +0:06.775 | 16º     | 11    |
| 6º   | 11  | Troy Corser        | Yamaha Motor Italia WSB        | Yamaha YZF-R1       | 22   | +0:07.403 | 7º      | 10    |
| 7º   | 7   | Carlos Checa       | Hannspree Ten Kate Honda       | Honda CBR1000RR     | 22   | +0:07.578 | 11º     | 9     |
| 8º   | 36  | Gregorio Lavilla   | Ventaxia VK Honda              | Honda CBR1000RR     | 22   | +0:16.113 | 17º     | 8     |
| 9º   | 35  | Cal Crutchlow      | HM Plant Honda                 | Honda CBR1000RR     | 22   | +0:16.284 | 2º      | 7     |
| 10º  | 55  | Régis Laconi       | Kawasaki PSG-1 Corse           | Kawasaki ZX-10R     | 22   | +0:16.446 | 9º      | 6     |
| 11º  | 23  | Ryūichi Kiyonari   | Hannspree Ten Kate Honda       | Honda CBR1000RR     | 22   | +0:21.633 | 19º     | 5     |
| 12º  | 96  | Jakub Smrž         | Guandalini Racing              | Ducati 1098 RS 08   | 22   | +0:22.098 | 12º     | 4     |
| 13º  | 3   | Max Biaggi         | Sterilgarda Go Eleven          | Ducati 1098 RS 08   | 22   | +0:24.089 | 4º      | 3     |
| 14º  | 41  | Noriyuki Haga      | Yamaha Motor Italia WSB        | Yamaha YZF-R1       | 22   | +0:24.117 | 10º     | 2     |
| 15º  | 65  | Jonathan Rea       | Hannspree Ten Kate Honda       | Honda CBR1000RR     | 22   | +0:31.003 | 3º      | 1     |
| 16º  | 86  | Ayrton Badovini    | Team Pedercini                 | Kawasaki ZX-10R     | 22   | +0:31.136 | 14º     |       |
| 17º  | 38  | Shin'ichi Nakatomi | YZF Yamaha                     | Yamaha YZF-R1       | 22   | +0:31.330 | 22º     |       |
| 18º  | 44  | Roberto Rolfo      | Hannspree Honda Althea         | Honda CBR1000RR     | 22   | +0:32.272 | 20º     |       |
| 19º  | 9   | Chris Walker       | Ventaxia VK Honda              | Honda CBR1000RR     | 22   | +0:34.049 | 28º     |       |
| 20º  | 194 | Sébastien Gimbert  | Yamaha France Ipone GMT 94     | Yamaha YZF-R1       | 22   | +0:35.028 | 18º     |       |
| 21º  | 31  | Karl Muggeridge    | D.F. Racing                    | Honda CBR1000RR     | 22   | +0:41.669 | 21º     |       |
| 22º  | 94  | David Checa        | Yamaha France Ipone GMT 94     | Yamaha YZF-R1       | 22   | +0:44.889 | 23º     |       |
| 23º  | 34  | Yukio Kagayama     | Suzuki Alstare                 | Suzuki GSX-R1000    | 22   | +0:47.366 | 13º     |       |
| 24º  | 100 | Makoto Tamada      | Kawasaki PSG-1 Corse           | Kawasaki ZX-10R     | 22   | +0:48.733 | 26º     |       |
| 25º  | 18  | Tommy Bridewell    | Team NB                        | Suzuki GSX-R1000 K8 | 22   | +1:07.702 | 25º     |       |
| 26º  | 88  | Shūhei Aoyama      | Alto Evolution Honda Superbike | Honda CBR1000RR     | 22   | +1:14.242 | 24º     |       |
| 27º  | 99  | Luca Scassa        | D.F. Racing                    | Honda CBR1000RR     | 22   | +1:34.781 | 30º     |       |
| 28º  | 14  | Luis Carreira      | Benimoto Suzuki Cetelem        | Suzuki GSX-R1000 K8 | 22   | +1:37.326 | 29º     |       |
| 29º  | 73  | Christian Zaiser   | Grillini PBR                   | Yamaha YZF-R1       | 21   | +1 giro   | 31º     |       |

#### Ritirati
| Nº  | Pilota            | Squadra               | Motocicletta      | Giri | Griglia |
| --- | ----------------- | --------------------- | ----------------- | ---- | ------- |
| 13  | Vittorio Iannuzzo | Team Pedercini        | Kawasaki ZX-10R   | 10   | 27º     |
| 111 | Rubén Xaus        | Sterilgarda Go Eleven | Ducati 1098 RS 08 | 9    | 8º      |

### Supersport

#### Arrivati al traguardo[3]
| Pos. | Nº  | Pilota               | Squadra                    | Motocicletta    | Giri | Tempo     | Griglia | Punti |
| ---- | --- | -------------------- | -------------------------- | --------------- | ---- | --------- | ------- | ----- |
| 1º   | 54  | Kenan Sofuoğlu       | Hannspree Ten Kate Honda   | Honda CBR600RR  | 20   | 35:39.851 | 1º      | 25    |
| 2º   | 88  | Andrew Pitt          | Hannspree Ten Kate Honda   | Honda CBR600RR  | 20   | +3.844    | 4º      | 20    |
| 3º   | 26  | Joan Lascorz         | Glaner Motocard.com        | Honda CBR600RR  | 20   | +7.403    | 6º      | 16    |
| 4º   | 41  | Josh Hayes           | Parkalgar Racing           | Honda CBR600RR  | 20   | +7.445    | 8º      | 13    |
| 5º   | 23  | Broc Parkes          | Yamaha World Supersport    | Yamaha YZF-R6   | 20   | +17.271   | 2º      | 11    |
| 6º   | 69  | Gianluca Nannelli    | Hannspree Honda Althea     | Honda CBR600RR  | 20   | +17.297   | 5º      | 10    |
| 7º   | 116 | Simone Sanna         | Parkalgar Racing           | Honda CBR600RR  | 20   | +25.803   | 15º     | 9     |
| 8º   | 105 | Gianluca Vizziello   | Benjan Racing              | Honda CBR600RR  | 20   | +29.749   | 10º     | 8     |
| 9º   | 8   | Mark Aitchison       | Triumph Italia BE1 Racing  | Triumph 675     | 20   | +29.960   | 11º     | 7     |
| 10º  | 99  | Fabien Foret         | Yamaha World Supersport    | Yamaha YZF-R6   | 20   | +30.155   | 16º     | 6     |
| 11º  | 25  | Joshua Brookes       | Hannspree Stiggy Motors.   | Honda CBR600RR  | 20   | +30.697   | 7º      | 5     |
| 12º  | 17  | Miguel Praia         | Parkalgar Racing           | Honda CBR600RR  | 20   | +30.719   | 18º     | 4     |
| 13º  | 24  | Garry McCoy          | Triumph Italia BE1 Racing  | Triumph 675     | 20   | +40.033   | 20º     | 3     |
| 14º  | 11  | Russell Holland      | Hannspree Honda Althea     | Honda CBR600RR  | 20   | +40.839   | 12º     | 2     |
| 15º  | 83  | Didier van Keymeulen | RES Software Hoegee Suzuki | Suzuki GSX-R600 | 20   | +44.266   | 17º     | 1     |
| 16º  | 44  | David Salom          | Yamaha Spain               | Yamaha YZF-R6   | 20   | +45.672   | 14º     |       |
| 17º  | 30  | Jesco Günther        | Benjan Racing              | Honda CBR600RR  | 20   | +46.765   | 23º     |       |
| 18º  | 122 | Iván Silva           | Yamaha Spain               | Yamaha YZF-R6   | 20   | +51.205   | 21º     |       |
| 19º  | 34  | Balázs Németh        | Factory Racing             | Honda CBR600RR  | 20   | +51.626   | 22º     |       |
| 20º  | 7   | Patrik Vostárek      | Intermoto Czech            | Honda CBR600RR  | 20   | +57.092   | 26º     |       |
| 21º  | 47  | Ivan Clementi        | Triumph Italia BE1 Racing  | Triumph 675     | 20   | +57.584   | 25º     |       |
| 22º  | 21  | Katsuaki Fujiwara    | Kawasaki Gil Motor Sport   | Kawasaki ZX-6R  | 20   | +1:04.848 | 24º     |       |
| 23º  | 51  | Santiago Barragán    | Glaner Motocard.com        | Honda CBR600RR  | 20   | +1:26.940 | 30º     |       |
| 24º  | 126 | Chris Martin         | Kawasaki Gil Motor Sport   | Kawasaki ZX-6R  | 20   | +1:27.010 | 28º     |       |
| 25º  | 155 | Tiago Dias           | BPN                        | Yamaha YZF-R6   | 19   | +1 giro   | 31º     |       |
| 26º  | 20  | Hélder Silva         | Helder Team                | Honda CBR600RR  | 19   | +1 giro   | 32º     |       |

#### Ritirati
| Nº  | Pilota           | Squadra                    | Motocicletta    | Giri | Griglia |
| --- | ---------------- | -------------------------- | --------------- | ---- | ------- |
| 240 | Arturo Tizón     | Suzuki Motorrad            | Suzuki GSX-R600 | 12   | 27º     |
| 127 | Robbin Harms     | Hannspree Stiggy Motors.   | Honda CBR600RR  | 10   | 13º     |
| 77  | Barry Veneman    | RES Software Hoegee Suzuki | Suzuki GSX-R600 | 9    | 3º      |
| 55  | Massimo Roccoli  | Yamaha Lorenzini by Leoni  | Yamaha YZF-R6   | 7    | 19º     |
| 14  | Matthieu Lagrive | Intermoto Czech            | Honda CBR600RR  | 5    | 9º      |
| 117 | Denis Sacchetti  | Factory Racing             | Honda CBR600RR  | 4    | 29º     |

### Superstock 1000 FIM Cup

#### Arrivati al traguardo[4]
| Pos. | Nº  | Pilota                  | Squadra                      | Motocicletta        | Giri | Tempo     | Griglia | Punti |
| ---- | --- | ----------------------- | ---------------------------- | ------------------- | ---- | --------- | ------- | ----- |
| 1º   | 155 | Brendan Roberts         | Ducati Xerox Junior          | Ducati 1098R        | 12   | 22:23.040 | 1º      | 25    |
| 2º   | 23  | Chris Seaton            | Celani Team Suzuki Italia    | Suzuki GSX-R1000 K8 | 12   | +2.995    | 2º      | 20    |
| 3º   | 21  | Maxime Berger           | Hannspree IDS Ten Kate Honda | Honda CBR1000RR     | 12   | +3.938    | 7º      | 16    |
| 4º   | 51  | Michele Pirro           | Yamaha Lorenzini by Leoni    | Yamaha YZF-R1       | 12   | +4.773    | 3º      | 13    |
| 5º   | 96  | Matěj Smrž              | MS Racing                    | Honda CBR1000RR     | 12   | +17.166   | 4º      | 11    |
| 6º   | 53  | Alessandro Polita       | Sterilgarda Go Eleven        | Ducati 1098R        | 12   | +17.482   | 18º     | 10    |
| 7º   | 20  | Sylvain Barrier         | YZF Yamaha Junior            | Yamaha YZF-R1       | 12   | +19.452   | 10º     | 9     |
| 8º   | 71  | Claudio Corti           | Yamaha Motor Italia J.T.     | Yamaha YZF-R1       | 12   | +19.878   | 21º     | 8     |
| 9º   | 78  | Freddy Foray            | Coutelle Junior Team Suzuki  | Suzuki GSX-R1000 K8 | 12   | +22.892   | 9º      | 7     |
| 10º  | 77  | Barry Liam Burrell      | MS Racing                    | Honda CBR1000RR     | 12   | +23.050   | 13º     | 6     |
| 11º  | 19  | Xavier Siméon           | Alstare Suzuki               | Suzuki GSX-R1000    | 12   | +31.698   | 5º      | 5     |
| 12º  | 73  | Simone Saltarelli       | Boselli Racing               | Suzuki GSX-R1000 K8 | 12   | +32.952   | 8º      | 5     |
| 13º  | 82  | Franck Millet           | Moto Performances            | Yamaha YZF-R1       | 12   | +35.502   | 22º     | 3     |
| 14º  | 14  | Filip Backlund          | MTM Racing                   | Suzuki GSX-R1000 K8 | 12   | +37.798   | 25º     | 2     |
| 15º  | 113 | Sheridan Morais         | Team Pedercini               | Kawasaki ZX-10R     | 12   | +41.098   | 15º     | 1     |
| 16º  | 88  | Kenny Foray             | Zone Rouge                   | Yamaha YZF-R1       | 12   | +45.953   | 11º     |       |
| 17º  | 7   | René Märh               | KTM Mähr Superstock          | KTM 1190 RC8        | 12   | +1:00.432 | 19º     |       |
| 18º  | 69  | Ondřej Ježek            | MS Racing                    | Honda CBR1000RR     | 12   | +1:00.595 | 16º     |       |
| 19º  | 24  | Marko Jerman            | MD Team Jerman               | Honda CBR1000RR     | 12   | +1:02.708 | 27º     |       |
| 20º  | 5   | Danny De Boer           | MQP Racing                   | Suzuki GSX-R1000 K8 | 12   | +1:04.134 | 26º     |       |
| 21º  | 66  | Branko Srdanov          | Zone Rouge                   | Yamaha YZF-R1       | 12   | +1:05.601 | 24º     |       |
| 22º  | 87  | Gareth Jones            | MIST Suzuki Racing           | Suzuki GSX-R1000 K8 | 12   | +1:12.642 | 29º     |       |
| 23º  | 18  | Matt Bond               | MIST Suzuki Racing           | Suzuki GSX-R1000 K8 | 12   | +1:12.690 | 30º     |       |
| 24º  | 30  | Michaël Savary          | Coutelle Junior Team Suzuki  | Suzuki GSX-R1000 K8 | 12   | +1:12.821 | 20º     |       |
| 25º  | 107 | Niccolò Rosso           | Azione Corse                 | Honda CBR1000RR     | 12   | +1:18.918 |         |       |
| 26º  | 86  | Lennart Van Houwelingen | Vd Heyden Motors Yamaha      | Yamaha YZF-R1       | 12   | +1:23.809 | 36º     |       |
| 27º  | 90  | Michal Drobný           | Intermoto Czech              | Honda CBR1000RR     | 12   | +1:24.144 | 33º     |       |
| 28º  | 92  | Jure Stibilj            | MD Team Jerman               | Honda CBR1000RR     | 12   | +1:26.189 | 38º     |       |
| 29º  | 99  | Roy Ten Napel           | MQP Racing                   | Suzuki GSX-R1000 K8 | 12   | +1:28.272 | 14º     |       |
| 30º  | 81  | Pauli Pekkanen          | KTM Mähr Superstock          | KTM 1190 RC8        | 12   | +1:28.903 | 28º     |       |
| 31º  | 41  | Gregory Junod           | PCP Peko Racing              | Yamaha YZF-R1       | 12   | +1:28.989 | 32º     |       |
| 32º  | 154 | Tommaso Lorenzetti      | Celani Team Suzuki Italia    | Suzuki GSX-R1000 K8 | 12   | +1:32.965 | 34º     |       |
| 33º  | 13  | Vittorio Bortone        | Team Pedercini               | Kawasaki ZX-10R     | 12   | +1:41.068 | 37º     |       |

#### Ritirati
| Nº  | Pilota           | Squadra                     | Motocicletta        | Giri | Griglia |
| --- | ---------------- | --------------------------- | ------------------- | ---- | ------- |
| 34  | Davide Giugliano | Cruciani Moto Suzuki Italia | Suzuki GSX-R1000 K8 | 11   | 6º      |
| 89  | Domenico Colucci | Ducati Xerox Junior         | Ducati 1098R        | 8    | 12º     |
| 60  | Peter Hickman    | Ultimate Racing             | Yamaha YZF-R1       | 7    | 31º     |
| 15  | Matteo Baiocco   | O Six Kawasaki Supported    | Kawasaki ZX-10R     | 5    | 35º     |
| 119 | Michele Magnoni  | Yamaha Lorenzini by Leoni   | Yamaha YZF-R1       | 4    | 23º     |
| 26  | Andrea Liberini  | Cruciani Moto Suzuki Italia | Suzuki GSX-R1000    | 2    | 39º     |
| 11  | Javier Oliver    | Orelac Racing by Galvin     | Yamaha YZF-R1       | 0    | 40º     |

#### Squalificato
| Nº | Pilota           | Squadra                 | Motocicletta  | Giri | Tempo   | Griglia |
| -- | ---------------- | ----------------------- | ------------- | ---- | ------- | ------- |
| 8  | Andrea Antonelli | Motor's Dream Trasimeno | Yamaha YZF-R1 | 12   | +17.570 | 17º     |